# Alienarea parentală
Alienarea parentală este rezultatul procesului de manipulare psihologică a unui copil prin care acesta din urmă poate prezenta unul sau mai multe din următoarele caractere: teamă nejustificată, lipsă de respect sau ostilitate față de un părinte sau un alt membru al familiei. E o formă distinctivă și răspândită pe scară larga a abuzului psihologic și violenței în familie - atât pentru copil cât și pentru membrii respinși ai familiei - ce are loc aproape exclusiv în asociație cu separarea familiei sau divorțul (în special în cazul în care este implicată proceduri legală) și care subminează principile de bază a Declarației Universale a drepturilor omului și Convenția Organizației Națiunilor Unite cu privire la Drepturile Copilului. Cel mai frecvent, cauza principală este un părinte care dorește să excludă un alt părinte din viața copilului lor, dar și alți membri ai familiei sau prieteni, precum și profesioniști implicați cu familia (inclusiv psihologi, avocați și judecători), pot contribui în mod semnificativ la proces. Adesea duce la înstrăinarea pe termen lung sau chiar permanent, a unui copil de unul dintre părinți sau alți membri ai familiei și ca o experiență deosebit de nefavorabilă din copilărie duce la rezultatate semnificativ crescute a riscului de boli mintale și fizice la copii.

## Prezentare generală
Descrisă prima dată in 1976 ca „aliniere patologică”, dinamica se referă la o situație în care un copil respinge în mod nejustificat părintele ce nu deține custodia copilului. Richard A. Gardner  a propus sindromul alienării parentale în anii 80 bazat pe experiențele sale clinice cu copiii cu părinți divorțați. Din acel moment, alți cercetători au sugerat concentrarea, mai puțin pe diagnosticarea unui sindrom, ci mai mult pe ceea ce a fost descris ca copilul înstrăinat și dinamicile situației ce au contribuit la înstrăinare. Din acest punct de vedere, alienarea este văzută ca o defalcare de atașament dintre părinte și copil ce poate fi cauzată de mai mulți factori. Comportamentele tuturor membrilor familiei, inclusiv cel al părintelui alienant, pot duce la disfuncție familială și respingerea unuia dintre cei doi părinți.  Evaluarea tuturor facutorilor contribuabili și a posibilelor remedii sunt recomandate în evaluarea cazurilor unde copii s-au înstrăinat de un părinte.
Alienării parentale îi lipsește o definiție unică, iar existența, etiologia, caracteristicile, și în special conceptul sindromului de alienare parentală au făcut obiectul unor dezbateri.Unele formulări ale conceptului au subliniat rolul unui părinte alienant, denumită in termeni diferiți, părinte „programat„ sau părinte „amărât-haotic”. Descrieri mai recente, influențate de cercetările lui Kelly și Johnston, au propus o analiză mai complexă, în care toți membrii familiei pot juca un rol. Aceaste „sisteme bazate” pe vizualizare,  recunoaște că un copil poate fi alienat de un părinte făra a avea un comportament „alienat” către celălalt părinte. Rezultatele unui studiu științific, sugerează de asemenea faptul ca, comportamentele alienate la ambii părinți sunt standard în divorțuri cu conflict înalt. Părinții respinși, în general tații, au tendința de a fi lipsiți de căldură și empatie cu copilul; în schimb se angajează în  atitudini parentale rigide și critice. Părintele respins este de adesea pasiv, depresiv, anxios și retras- caracteristici ce pot încuraja în continuare respingerea. Părintele cu care copilul se aliniează (parintele alienant) se poate angaja în comportamente alienante înclusiv in a submina celălalt părinte. Aceste comportamente pot fi conștiente și deliberate sau, în mod alternativ, poate reflecta o lipsă de conștientizare cu privire la efectul acțiunilor asupra copiilor. Comportamente alienatoare directe apar atunci când unul dintre părinți subminează în mod activ celălalt părinte, cum ar fi remarci peiorative despre celălalt părinte, spune copilului că celălalt părinte este responsabil pentru separare, sau a spune copilului că celălalt părinte este cauza dificultăților financiare. Comportamentele de înstrăinare indirectă apar atunci când unul dintre părinți nu reușește să sprijine accesul sau contactul cu celălalt părinte sau acceptă tacit comportamentul și comentariile negative ale copilului față de celălalt părinte.
Cele mai multe din articolele publicate în reviste de specialitate (în care articolele sunt revizuite de către un comitet științific independent și anonim) pe acest subiect au fost intr-o formă de descripții și definiții. Unele cercetări științifice au fost realizate, dar calitatea studiilor variază foarte mult și de aceea se poate concluziona că cercetarea în această zonă este incă slab dezvoltată. Până în prezent este cunoscut un singur studiu longitudinal semnificativ, realizat pe circa 1000 de persoane, studiu care a fost realizat de către Dr. Clawar și Ms. Rivkin. Influența în selecția eșantionului este o problemă evidentă în multe dintre studii. De exemplu, atunci când copiii alienați au fost intervievați, este probabil ca cei selectați pentru studiu să fie printre cei mai sever alienați și suferinzi. Convingerile judecătorilor, avocaților și profesioniștilor în domeniul sănătății mintale au fost citatea pe larg în literatura de specialitate și revizuite egal.

## Abordarea profesională
Alienarea părintească, ca și fenomen, este recunoscută tangențial de căte ONU în manualul ICD-11 sub titulatura "QE52.0 Probleme de relaționare între îngrijitor și copil" dar și de către manualul DSM V editat de către Asociația Americană a Psihologilor
În 1996 , Asociația Psihologică Americana  (APA)din cadrul forței prezidențiale însărcinată cu violența și familia, a reliefat lipsa datelor care sprijină sindromului alienării parentale (PAS), și și-a exprimat îngrijorarea cu privire la termenii utilizați. Cu toate acestea, APA a emis o declarație de poziție la 1 ianuarie 2008, afirmând că organizația nu are nici o poziție oficială în legătură cu PAS. În 2009, o examinare a profesioniștilor din domeniul sănătății mintale  și juridic, a indicat prezența unui suport moderat în existența alienării parentale. Cu toate acestea există în continuare o reticență generală în accepta conceptul de PAS. William Bernet a susținut includerea tulburării alienării parentale, ca diagnostic legat de alienare parentală, în a cincea versiune a Manualului de Diagnostic și Statistică al Tulburarilor Mintale, care a fost lansat în 2013. Concepția sa face referire la PAS și la o varietate de alte descrieri comportamentale de care el crede că reprezintă conceptul fundamental al tulburării alienării parentale.  În ciuda activităților de lobby ținute de susținători,, propunerea a fost respinsă în decembrie 2012. Unii cercetători au sugerat că ideea generală de PAS e acoperită de DSM-5 în cadrul unui diagnostic strâns legat: ”Părinte-Copil Problemă Relațională”. De exemplu , percepția copilului unui părinte alienat ”poate include atribuții negative despre intențiile altora, ostilitate sau țap ispășitor către celălalt (părinte), și sentimente nejustificate de înstrăinare.” 
Într-un studiu la Asociația Familiei și Concilierii în Istanță, în 2010 , 98% din 300 de respondenți au fost de acord cu întrebarea, ”Credeți că unii copii sunt manipulați de un părinte să respingă irațional și nejustificat celălalt părinte?”. Totuși , Sindromul Alienării Parentale se referă, nu la această manipulare, ci la o boală serioasă a copilului în care el sa ea disprețuiește sau respinge unul din părinți. Din moment ce atât Asociația Americană de Psihiatrie și Asociația Americană de Psihologie au respins în mod explicit sindromul alienarii parentale, acesta nu îndeplinește testul Frye de admisibilitate în instanță, în cele mai multe state. Avocații și martori experți ar putea argumenta în continuare că un părinte subminează relația copilului cu celălalt părinte prin acțiuni sau declarații nepotrivite.

## Diferențiere
„Înstrăinarea realistă” e un fenomen diferit de  „alienarea patologică”. Primul termen se referă la un refuz ușor de înțeles al unui copil de a se vedea cu un părinte abuziv, în timp ce al doilea termen reprezintă o acțiune dăunătoare din punct de vedere emoțional.

## Evoluții începând cu anul 2010
Instanțele supreme din întreaga lume recunosc acum alienarea parentală ca o formă  gravă de abuz asupra copiilor cu efecte pe termen lung și rezultate grave pentru „Child PAS”. Unele jurisdicții au introdus alienarea parentală ca infracțiune, ultimile fiind Brazilia și Mexic.  Alte jurisdicții pot suspenda pensia alimentară în cazul în care are loc alienarea parentală. De Exemplu, în New York, în cazul lui Robert Coull v. Pamela Rottman, No. 2014-01516, 2015 N. Y. App. Div. LEXIS 6611 (2 septembrie 2015), în care tatăl a fost împiedicat să își vadă fiul de către mama copilului printr-un „tipar de alienare”, pensia alimentară a fost suspendată. Unele instanțe din Statelor Unite au încercat, de asemenea, să abordeze problema prin terapie de reunificare obligatorie; dar nu există nici o lege federală sau de stat care să reglementeze alienarea parentală în prezent în S.U.A. Ca urmare a lipsei de încredere în martorii experți multe instanțe cer acreditarea profesională și înregistrarea oricărei persoane ce invocă termenii de alienare parentală.

### Alte abordări
Alți autorii  au discutat o abordare diferită pentru cazurile severe definind un set de simptome psihologice a unui copil și au propus ca explicație ale acestor simptome de practice parentale dăunătoare și de ce unul din părinți s-ar angaja în asemenea practici parentale.  În această abordare(despre care abordare e vorba?), fenomenul este văzut ca o combinație de probleme psihologice, pe care, în parte, psihologul le poate recunoaște și înțelege.
Ca o concluzie, afectarea numită alienare parentală nu este un nou sindrom ci e o manifestare a unei forme bine stabilite și bine înțelese a unei patologii preexistente.

#### Simptome
Copilului îi lipsește atașamentul față de părintele alienat, în relația cu acesta, copilul poate afișa unul sau mai multe abordări precum „grandoare, auto îndreptățit în a afișa un comportament ostentativ, lipsă de empatie, comportament trufaș, aroganță și un sistem de valori iluzoriu”
față de părintele ce este perceput ca fiind inadecvat sau abuziv.
Copilul percepe situația într-un mod simplist de tip „alb și negru” (termenul în engleză este splitting), considerând că unul din părinți este întruchiparea bunătății, în timp ce, celălalt este în întruchiparea răului și cauza tuturor evenimentelor rele din viața sa.
Exceptând simptomele de atașament și credințe iluzorii, fiecare dintre simptomele descrise mai sus reprezintă câte un criteriu din DSM 5, fie pentru „Tulburarea de personalitate narcisistă” sau Tulburarea de Personalitate de tip „Borderline” (i.e. la limită).

#### Alegații false
Un părinte ce a suferit sentimente necorespunzătoare sau de abandon în copilărie poate avea acele sentimente redeclanșate de un divorț sau o despărțire. Ca răspuns, acel părinte poate reconstitui o narațiune falsă legată de propria copilărie, unde celălalt părinte al copilului  simbolizează un părinte inadecvat sau abuziv, copilul simbolizează o victimă a celuilalt părinte, iar părintele ce folosește practici parentale dăunătoare simbolizând părintele bun ce încearcă să protejeze copilul. Rolul  de spectator, cum ar fi prieteni, terapeuții și judecătorii, este de a confirma iluzia  părintelui, care le-a fost deja parțial confirmată  de către copilul care acționează ca o victimă. Cu toate acestea, în realitate, celălalt părinte nu este nici inadecvat nici abuziv; din potrivă, părintele care folosește tacticile parentale dăunătoare  este abuziv. De fapt, părintele care se teme de comportament inadecvat sau abuziv este capabil să-și proiecteze temerile pe celălalt părinte, pentru că „toți pot vedea clar” că celălalt părinte este cel respins și abandonat de către copil și cine este „inadecvat”.

#### Cauze
Părintele ce folosește practici parentale dăunătoare suferă de tulburare de personalitate ”borderline” (la limita normalului) sau tulburare de personalitate narcisistă, legată de o experiență a unui sentiment inadecvat(termen absolut irelevant si nepotrivit in acest context) sau de abandon în timpul creșterii. Acest sentiment poate fi reactivat de un divorț sau de o despărțire, făcându-l să se refugieze în iluzii persecutorii. Acești părinți pot crede că ei nu trebuie să respecte normele de corectitudine a societății, și că ei ar putea să „transpună imagina propriilor părinți asupra propriilor copii” „să-și lege excesiv copii de ei însăși, să ceară controlul absolut și nelimitat asupra propriilor copii amenințând cu respingerea, să proiecteze propriile temeri asupra celuilalt părinte, să-și abandoneze soții în favoarea propriilor copii sau altor membri ai familiei și să reînvie propriile traume de atașament din copilărie, după o experiență nefastă.

#### Mecanisme
Tehnicile parentale dăunătoare pot fi subtile și  „sincere”.  Un părinte poate „triangula” copilul in conflictul conjugal
prin încurajarea copilului să facă inclusiv plângeri minore la adresa celuilalt părinte ca apoi să le „valideze cu entuziasm”. Acest lucru semnalează copilului că celălalt părinte este periculos și insensibil.
Această încurajare de a se plânge manipulează copilul în rolul de victimă fără ca acesta să conștientizeze, permițând părintelui să se mute în rolul de protector, forțând celălalt părinte în rolul de „inadecvat”, și nelăsând nici o urmă de ceea ce s-a întâmplat pentru trecători, care vad doar copilul acționând ca o „victimă”. De-a lungul timpului, efectele creșterii tot mai aproape de părintele alienator pe timpul  acestui proces de plângeri și crescând mai mult aparte de părintele respins ca rezultat al concentrării pe lucrurile negative despre celălalt părinte, provoacă copilului sentimentul de respingere a celuilalt părinte, ca fiind inadecvat.  Un părinte poate interveni cu minciuni, minciuni parțiale, și exagerări, în special cele pe care copilul nu este în măsură să le verifice sau unde doar partea adevărată din minciună este ușor de verificat. Rezultatul de a fi încurajat să acționeze în calitate de  judecător al părintelui respins, copilul se simte atunci superior față de părintele respins, ceea ce duce la simptome de grandoare, drept, și aroganță trufașă. Acest lucru hrănește iluzia părintelui că își protejează copilul de un părinte inadecvat. Ulterior și copilul începe apoi să adopte aceeași iluzie. Deoarece copilul și părintele alienator fac parte din generații diferite, acesta această asociație poate constitui un „triunghi pervers”, complicat mai mult de prinderea în mreje, și înrăutățit deoarece un membru al „triunghiului pervers” are o tulburare de personalitate, culminând prin dinamica de divizare a părintelui cu tulburarea de personalitate ce impune ca fostul soț să devină de asemenea și fostul părinte al copilului. În cele din urmă copilul poate fi condus să interpreteze greșit durerea ce o simte din pierderea unui părinte, ca durere ce reprezintă că părintele respins e abuziv, din moment ce o simte în principal în prezența părintelui respins.

#### Pierderea atașamentului observată relativ rar la copii
Pierderea de atașament către părintele respins este văzut ca fiind rară, 
deși ar putea fi ca rezultat al unui abuz sexual, abuz fizic sau abuz parental. Cu toate acestea, în ultimele cazuri, celelalte simptome nu ar fi prezente, de exemplu, convingerile iluzorii despre părintele respins ca fiind abuziv sau inadecvat.

#### Tratament
Succesul  de a restaura atașamentul copilului față de părinte depinde în primul rând de protecția copilului de o îndrumare nocivă din partea alienatorului. Există cel puțin un studiu sugerează că copilul nu experimentează această protecție ca fiind traumatică..
Conform unui raport, când aceste simptome sunt prezente, intervenția structurată este mai eficientă decât consilierea tradițională. Intervenția structurată presupune
- dezvoltarea gândirii critice pentru a depăși respingerea și dinamica de prindere în mreje
- resetarea locului în ierarhia familiei a copilului
- abordarea sistemului familial
- protejarea temporară a copilului de practicile parentale proaste a părintelui ce practică prinderea în mreje.

Consilierea tradițională, bazată pe alianța terapeutică, este predispusă la:
- întârzieri din cauza lipsei de repere și program
- sabotajul unui părinte ce are interesul ca această consiliere să eșueze
- concentrarea exclusivă pe plângerile și sentimentele copilului cu excluderea abordării sistemului familial
- ineficiența unui părinte în a cere scuze pentru plângerile fabricate , exagerate sau distorsionate

#### Diferențiere
Acest tip de abuz parental este diferit de Sindromul alienării părintești, care e un sindrom definit de un grup de 8 indicatori diferiți de simptomele enumerate mai sus.

#### Implicații
În cazul în care această formulare teoretică este corectă, în cazul în care un copil prezintă acest set de simptome, este vorba de practici parentale dăunătoare. Dacă nu sunt propuse alte formulări teoretice pentru setul de simptome, atunci pentru un copilul ce afișează aceste simptome teoria sugerează că există o problemă de protecție a copilului și se poate aplica diagnosticul relevant din DSM-5, căruia îi este aferent codul V995.51 Abuzul Psihologic al Copilului, ce implică datoria de a proteja copilul din punct de vedere psihologic și legal.

### Recunoașterea, din punct de vedere legal, a alienării părintești în România
Recunoașterea alienării părintești în România s-a realizat din punct de vedere științific în 1 februarie 2016, prin recunoașterea protocolul semnat de către Institutul de Psihologie Judiciară și Asociația Română pentru Custodia Comună, protocol la care, pe data de 12 februarie 2016 a achiesat și Colegiul Psihologilor din România, printr-o dispoziție, publicată în data de 25 februarie 2016 în Monitorul Oficial.
Alinearea părintească (sub numele de înstrăinare părintească) este recunsocută legal, în România, începând cu data de 1 mai 2024 (legea împotriva alienării părintești fiind promulgată de președinte pe datad e 30.04.2024)..